# Backwards: The Riddle of Dyslexia
Backwards: The Riddle of Dyslexia ist ein US-amerikanisches Familiendrama aus dem Jahr 1984 von Alexander Grasshoff. Der Film zeigt, wie Legasthenie erkannt und behandelt werden kann.

## Handlung
Brian Ellsworth ist ein sehr intelligenter Junge und hat ein großes Wissen. Er versteht sich sehr gut mit seinem kleinen Bruder Robby. Doch wenn Brian etwas lesen möchte, braucht er immer wieder dessen Hilfe. In der Schule beteiligt er sich mündlich viel und trumpft mit seinem Wissen. Sobald er jedoch etwas schreiben muss, beginnt er, den Unterricht zu stören. Er schmeißt Bücher auf den Boden, zerkritzelt die Tafel etc. Die meisten seiner Lehrer glauben, dass Brian einfach nur faul und aufmüpfig ist. Jedoch gibt es eine Lehrerin, die sich besonders für ihn einsetzt. Sie versucht, die Gründe für Brians Verhalten zu verstehen. Auch Brians Mitschülerin Kim sorgt sich um Brian und bietet ihm an, ihm Nachhilfe zu geben. Als schließlich erkannt wird, dass Brian unter einer Lese-Rechtschreib-Schwäche leidet, wird ihm endlich die Hilfe angeboten, die er dringend benötigt.

## Hintergrund
Backwards: the Riddle of Dyslexia wurde innerhalb der Fernsehfilmreihe Junge Schicksale (Original: ABC Afterschool Specials) gezeigt. Der Fernsehfilm wurde am 7. März 1984 auf dem Fernsehsender ABC ausgestrahlt. 1989 erschien er in den Vereinigten Staaten auf VHS. In US-amerikanischen Schulen wurde der Film zur Aufklärung über Legasthenie gezeigt. Er war für Schüler der Klassen vier bis sechs gedacht.
In dem Familiendrama spielte der spätere Kinostar River Phoenix eine seiner ersten Hauptrollen. Für dessen Bruder Joaquin Phoenix war Robby Elsworth seine erste größere Filmrolle. River Phoenix litt ebenfalls unter Legasthenie. Allerdings war dieses während des Drehs des Films noch nicht bekannt. Erst 1986, zwei Jahre nach Ausstrahlung des Fernsehfilms, wurde festgestellt, dass River  Legastheniker ist.
In dem Film werden mehrere bekannte Personen genannt, die unter Legasthenie leiden, darunter Albert Einstein, U.S. President Woodrow Wilson und der Athlet Bruce Jenner.

## Rezeption

### Auszeichnungen
Dieser Film wurde mehrfach für verschiedene Fernsehpreise nominiert. Die Darsteller River und Joaquin Phoenix erhielten jeweils eine Nominierung für den Young Artist Award 1985, als bester junger Schauspieler in einem Fernsehfilm. Außerdem wurde Backwards: The Riddle of Dyslexia für den besten Familien-Fernsehfilm nominiert. Michael J. Lynch gewann den Daytime Emmy Award für seine herausragende Leistung als Film Editor. Auch Gregory M. Cummins (Outstanding Achievement in Cinematography), sowie die Drehbuchautoren Franklin Thompson und Arthur Heinemann (Outstanding Writing in a Children’s Special) erhielten eine Nominierung für den Daytime Emmy Award.

### Kritiken
Einige Psychologen kritisieren, dass der Film, die inzwischen veraltete Ansicht, unterstützt, dass das zentrale Merkmal von Legasthenie das Umdrehen oder Vertauschen von Buchstaben ist. Gut ist, dass der Film zeigt, dass Legasthenie kein Indikator für schwache geistige Fähigkeiten ist, sondern auch hochintelligente Menschen unter Legasthenie leiden.
Das US Magazine beschreibt das Drama als schwach (engl. slight), lobt aber River Phoenix Performance als feinfühlig und kompromisslos echt.